# Recessão

Em vermelho-escuro, os países oficialmente em recessão (isto é, com dois trimestres consecutivos de queda no produto interno bruto) durante a crise financeira de 2007-2009

Em economia, recessão é uma fase de contração no ciclo econômico, isto é, de retração geral na atividade econômica por um certo período de tempo, com queda no nível da produção (medida pelo produto interno bruto), aumento do desemprego, queda na renda familiar, redução da taxa de lucro, aumento do número de falências e concordatas, aumento da capacidade ociosa e queda do nível de investimento.
Costuma-se considerar que uma economia entra em recessão após dois trimestres consecutivos de queda no PIB.
Tal ideário surgiu primeiramente a partir de um artigo de Julius Shiskin publicado em 1974 pelo New York Times. Da mesma forma, acredita-se que a recessão seja causada por uma queda generalizada nos gastos, e, assim, os governos costumam responder à recessão com políticas macroeconômicas expansionistas - expansão da oferta de meios de pagamento e do gasto público; redução de tributos - o que, entretanto, pode resultar em nova crise, a exemplo do que ocorreu após o colapso das pontocom, quando uma grande expansão do crédito inflou uma outra bolha, a das hipotecas, dando lugar à crise do subprime, enquanto que a expansão do gasto público engendrou, algum tempo depois, a crise da dívida soberana na Zona Euro.

## Tipos de recessão
Informalmente, os economistas se referem a diferentes tipos de recessão, segundo a forma assumida pela curva de evolução do produto interno bruto em cada caso. Assim, a alternância de períodos de queda e de crescimento define recessões em forma de V, U, L ou W.
A curva em V expressa uma curta e aguda contração, seguida de recuperação acelerada e sustentada, tal como a que ocorreu em 1990, a partir da Guerra do Golfo, com a resultante alta dos preços do petróleo, aumento da inflação, elevado desemprego, aumento do deficit público e lento crescimento do produto interno bruto, pelo menos até 1992 ou 1993.
A curva em forma de U (recessão prolongada) ocorreu em 1973 com a guerra do Yom Kipur e o primeiro choque do petróleo, logo após a Revolução Iraniana. A recessão do Japão em 1993-1994 foi do tipo U e a de 1997-1999 foi do tipo L. Já os tigres asiáticos  experimentaram recessões do tipo U entre 1997 e 1998, exceto a Tailândia, que se afundou em uma recessão tipo L.
A recessão em forma de L ocorre quando a economia não volta a crescer por muitos anos (a chamada "década perdida"). Pode ser considerada como o tipo mais severo de recessão ou, mais apropriadamente, como depressão.
Já a curva em W caracteriza a chamada recessão double-dip ("duplo mergulho"), como a que ocorreu em 1980, durante o segundo choque do petróleo, quando a economia entra em recessão, emerge por um curto período em que há algum crescimento, mas rapidamente volta a cair em recessão.

### Recessão técnica
Na definição dos economistas, a recessão técnica é um crescimento econômico negativo por dois trimestres consecutivos. A recessão técnica diferencia-se da recessão de fato, quando a situação do país se deteriora significativamente.

## Recessão e depressão
Caracterizada por uma redução expressiva do nível de  atividade econômica, a recessão é, todavia, considerada como uma fase normal dos ciclos econômicos próprios da economia capitalista, sendo bem menos severa que a depressão. Uma queda acentuada do produto interno bruto (cerca de 10%) por um período relativamente longo (três ou quatro anos) já caracteriza uma depressão.
A crise econômica de 2008 afetou particularmente os Estados Unidos, o Japão e a Europa Ocidental, que, desde então, entraram em um período recessivo. Tecnicamente, entretanto, ainda não se configura uma depressão econômica nesses países.
Em Portugal, no início de Janeiro de 2009, o jornalista Sérgio Aníbal comentava as perspectivas da economia do país:
Recessão forte e rápida ou depressão prolongada e dolorosa: na actual conjuntura económica as escolhas não são muitas para Portugal e para o resto do mundo ocidentalizado, e o melhor que se pode esperar é mesmo que, depois de um ano de 2009 negativo, com crescimento abaixo de zero e subida do desemprego, se possa iniciar logo a seguir uma recuperação. Neste momento, este cenário é mais um desejo do que uma previsão. Em ocasiões anteriores, como a da Grande Depressão dos anos 30, uma crise financeira de grandes proporções levou a uma década de estagnação económica. Os mais pessimistas, como o Nobel Paul Krugman, dizem que o mais provável é que o mesmo aconteça agora. Os mais otimistas defendem que os governos e os bancos centrais já aprenderam com os erros do passado e estão a resolver a situação. Para uma economia pequena como Portugal, a dependência em relação ao exterior é quase total. Por isso, por muitos estímulos económicos que o Governo apresente, se Portugal conseguir travar a recessão a partir de 2009 será porque, no resto do Mundo, já se iniciou uma recuperação.
Dois dias depois, numa entrevista dada à Sociedade Independente de Comunicação, o primeiro-ministro José Sócrates admitiu que Portugal provavelmente entraria em recessão.